# Empire Earth III
Empire Earth III — компьютерная игра в жанре стратегия в реальном времени. Empire Earth III разработана компанией Mad Doc Software и издана компанией Vivendi Games в первой половине ноября 2007 года эксклюзивно для PC. Издатель в России — компания СофтКлаб.

## Описание игры
Игра во многом похожа на Age of Empires, Казаки: Европейские войны и Rise and Fall: Civilizations at War. В игре присутствует стандартная для всех RTS механика: сбор ресурсов, строительство базы, обучение войск и уничтожение вражеских юнитов. В игре появилась глобальная стратегическая карта, как в Civilization или Empire: Total War.
Один игрок может взять под свой контроль любую из 3 сторон: Запад (Америка + Европа + Россия), Ближний Восток (Египет + Вавилон/Аравия + Турция) и Восток (Китай + Япония + Корея). Каждая сторона имеет своё преимущество: Запад — мощные технологии, Ближний Восток — мобильность и скорость, Восток — численность. В зависимости от выбранной стороны надо использовать особую тактику ведения битв.

## Геймплей и особенности игры
- Игроку доступна для сражения целая планета. Реальный земной шар был поделён на несколько десятков секторов, где проходит игра[3].
- В распоряжении игрока есть три противоборствующие стороны. Каждая обладает уникальными юнитами и тактикой.
- Захват новых территорий сделан реалистично. По мере покорения новых секторов будут появляться города (пока враг не напал).
- Во время игры на случайной одиночной карте можно создать новый вид планеты. Сами материки и их формы будут значительно отличаться.

Во время прохождения сюжетных миссий игрок может наблюдать за положением войск на планете, это выглядит схематически. Во время непосредственного сражения игрок переносится на поле боя, где уже идёт полное погружение в битву. Практически каждая миссия начинается с типичного развития, где игроку надо максимально быстро набирать ресурсы, строить войска для обороны или нападения, но прежде всего стараться быстрее перейти в новую эпоху. Последний показатель имеет наибольшее значение в игре, чем совершеннее технологии, тем быстрее достаётся победа. Экономическая модель развития делится на четыре основных типа: научную, коммерческую, имперскую и военную. В зависимости от стиля игры меняется и тактика, но лучшим вариантом будет сочетание всех типов в приблизительно равной мере.

## Оценки и мнения
| Сводный рейтинг | Сводный рейтинг |
| Агрегатор       | Оценка          |
| --------------- | --------------- |
| GameRankings    | 51,19 %         |

После успеха первой Empire Earth все ждали от третьей части революции в жанре. Однако игра провалилась. Большинство игровых изданий поставило игре весьма низкие оценки, да и фанаты серии были полностью согласны. В число недостатков вошли не самая лучшая графика, которая требовала от компьютеров достаточно большой мощности. Также были раскритикованы непонятный интерфейс в глобальном режиме, слабый Искусственный интеллект, однообразность карт, неинтересные миссии, отсутствие сюжета в кампании и скучный игровой процесс, не сильно реалистичная и красивая графика.   
- Игромания — 5/10
- Absolute Games — 40 %
- GameSpot — 3.5/10[9]

### Комментарии
1. ↑  Выпущена под торговой маркой Sierra Entertainment.